# Raión de Velyka Oleksandrivka
Velyka Oleksándrivka (en ucraniano: Великоолекса́ндрівський райо́н) es un raión o distrito de Ucrania en la óblast de Jersón. 
Comprende una superficie de 1541 km².
La capital es el municipio Velyka Oleksándrivka.

## Demografía
Según estimación 2010, contaba con una población total de 27457 habitantes.

## Otros datos
El código KOATUU es 6520900000. El código postal 74100 y el prefijo telefónico +380 5532.